# Jan Fischer

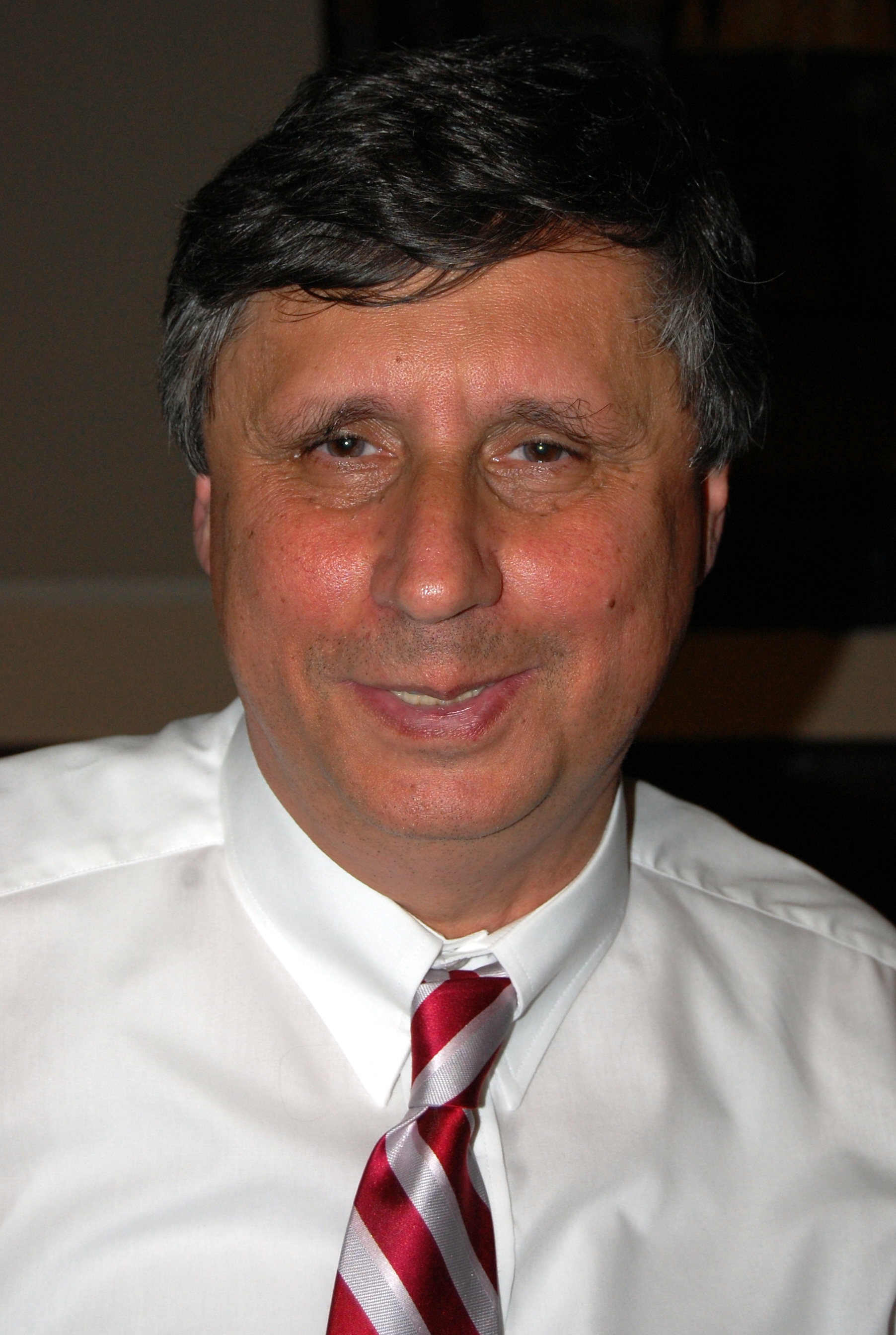
Jan Fischer

Jan Fischer, född 2 januari 1951 i Prag, är en tjeckisk ämbetsman och politiker (obunden). Han var premiärminister 2009-2010 och är finansminister 2013–2014.
Han tillträdde som Tjeckiens premiärminister den 8 maj 2009 efter att regeringen under Mirek Topolánek tvingades att avgå på grund av en misstroendeomröstning i mars 2009. Fischer är partipolitiskt obunden och ledde en övergångsregering som ledde landet till dess att nyval hölls i oktober 2009; emellertid ledde en oväntad utveckling i konstitutionsdomstolen och deputeradekammaren till att valet försenades till maj 2010. Den 28 maj 2010 övertog Petr Nečas premiärministerposten från Fischer.
Fischer ledde EU-ordförandeskapet under första halvåret 2009.
Fischer arbetade före tiden som regeringschef som chef för Tjeckiens statistikmyndighet, och avgick från ämbetet strax efter att han avgått som premiärminister.
Den 10 juli 2013 utsågs han till finansminister av Jiří Rusnok.